# مقاطعة ديكنسون (ميشيغان)
مقاطعة ديكنسون (بالإنجليزية: Dickinson County, Michigan)‏ هي مقاطعة تقع في شبه الجزيرة العليا بولاية ميشيغان في الولايات المتحدة. بلغ عدد سكانها 26,168 نسمة في تعداد عام 2010 بحسب بيانات مكتب تعداد الولايات المتحدة، وتصل الكثافة السكانية فيها 13 نسمة/كم2.

## وصلات خارجية
- United States Counties